# Абдагас II
Абдагас II — индо-парфянский царь.

## Биография
Большинство монет Абдагаса II найдены в Систане, где, по всей видимости, он и правил. Также были обнаружены отдельные экземпляры в Арахозии. Монеты Абдагаса II имеют как греческую легенду, так и надписи, сделанные на пехлеви. На них Абдагас именуется «царём царей» и сыном Санабара I. По замечанию специалистов, выявленному нумизматическому материалу присуще достаточно скромное художественное качество. При этом монеты Абдагаса II обладают стилистическим сходством с монетами Пакора, обычно считающегося последним индо-парфянским царём в Сакастане. По мнению М. Алрама, Абдогас II правил незадолго до Пакора. Но Ф. Гренет и О. Бопераччи склоняются к обратной последовательности и относят время правления Абдогаса II к последней четверти I века.